# Acueducto de Nicosia
El Acueducto de Nicosia (en griego: Υδραγωγείο Λευκωσίας) se encuentra en la ciudad de Nicosia, la capital de Chipre y es el acueducto más antiguo de la isla. Se localiza cerca del monumento Eleftheria (Libertad) en Nicosia. 
Construido en el siglo XVIII, el antiguo acueducto era parte del viejo sistema de abastecimiento de agua de Nicosia que trajo el agua de las montañas al norte de la ciudad. Con una construcción en arco de piedra, se desarrolló entre la Puerta de Kyrenia en el norte, a la Puerta de Famagusta, en el este, y suministró agua a varias fuentes en los cuartos interiores de la ciudad. Esta sección del acueducto era conocida como el Acueducto Silihtar, en honor del gobernador otomano de la época. Durante la demolición de un edificio privado, once arcos de este antiguo acueducto fueron reveladas, ocultas dentro de la estructura de una construcción más reciente contigua. Los arcos mostraron signos de deterioro.